# Johnny Williams (Bassist)
John „Johnny“ Williams Jr. (* 13. März 1908 in Memphis (Tennessee); † 13. Oktober 1998 in New York City) war ein US-amerikanischer Jazz-Bassist.

## Leben und Wirken
Williams lernte zunächst Violine, wechselte aber während seiner Highschoolzeit zur Tuba. Anfang der 1930er Jahre war er Tubist, schließlich Bassist in Territory Bands im Süden der Vereinigten Staaten. 1936 zog er nach New York, wo er bei Aufnahmen von Red Allen (1936/37) mitwirkte und 1937/38 in der Mills Blue Rhythm Band spielte. Er nahm auch Ende 1938 mit Buster Bailey auf und arbeitete kurz bei Benny Carter. Anfang 1939 begann seine Zusammenarbeit mit Billie Holiday (That's All I Asked Of You) im Teddy Wilson Orchestra. Außerdem konzertierte er mit Frankie Newton im Café Society. Weitere Plattenaufnahmen entstanden mit Harry James, James P. Johnson, J. C. Higginbotham, den Port of Harlem Jazzmen, Frankie Newton und Sidney Bechet. 
Er spielte Anfang der 1940er Jahre in den Bands von Coleman Hawkins und Louis Armstrong (1941). Im Teddy Wilson-Sextett wirkte er in dem Soundie Boogie Woogie Dream (1941) mit. Bis Anfang 1944 spielte er mit Wilson im Café Society, danach mit seinem Bandkollegen Edmond Hall, mit dessen Band er im Februar 1947 in der Carnegie Hall auftrat. Nach Auflösung der Edmond-Hall-Band spielte er bis 1953 bei Tab Smith im Savoy Ballroom, danach bei Johnny Hodges (1952–55). In den folgenden Jahren war er nicht mehr als Vollzeitmusiker aktiv. 1968 tourte er mit Buddy Tate in Frankreich. In den 1970er Jahren arbeitete er häufig mit Red Richards. Er ging von 1978 bis 1982 mit Bob Greenes Konzertprogramm The World of Jelly Roll Morton und von 1978 bis Juni 1998 mit der Harlem Blues and Jazz Band auf Tourneen, bevor ein Schlaganfall seine Karriere beendete.